# Litteraturåret 1858

## Priser och utmärkelser
- Kungliga priset – Bror Emil Hildebrand

## Nya böcker

### A – G
- Engelbrekt av Wilhelm Gumælius
- Fader och dotter av Fredrika Bremer
- Fru Catharina Boije och hennes döttrar av Fredrika Runeberg (debutroman)

### H – N
- Halte-Hulda av Bjørnstjerne Bjørnson
- Hærmændene paa Helgeland, drama av Henrik Ibsen

### O – Ö
- Om svenska prinsessor av Wilhelmina Stålberg

## Födda
- 17 mars – Harald Molander, svensk författare och teaterregissör.
- 15 augusti – Edith Nesbit, brittisk författare.
- 20 november – Selma Lagerlöf, svensk författare, nobelpristagare, ledamot av Svenska Akademien.

## Avlidna
- 10 februari – Nils Lovén, 61, svensk författare, översättare och folklivsskildrare.